# Колонна-бита
«Колонна-бита» (англ. Batcolumn либо Bat Column) — гигантская уличная стальная скульптура американского скульптора Класа Олденбурга (род. 1929). Представляет собой решётчатую конструкцию в форме бейсбольной биты, стоящей на своей ручке; высота скульптуры — 31 м (101 фут), материал — сталь, окрашенная в серый цвет. Скульптуру можно отнести к такому направлению современного искусства, как искусство места, характерной особенностью которого является учёт «специфики места» при создании художественной работы.

## История создания
Олденбург начинал как художник, занимаясь граффити и оформлением витрин, позже в большей степени стал интересоваться скульптурой. С начала 1960-х годов начал создавать скульптурные увеличенные изображения обыденные предметы (продуктов питания, пишущей машинки, пылесоса и пр.) из ткани, набитой бумагой, поролона, позже из винила и других материалов. Первым реализованным проектом в области создания гигантских скульптур в городском пространстве стала работа «Помада» в Йельском университете (1969). В 1976 году в Филадельфии была установлена гигантская скульптура «Прищепка», в 1977 году в парижском Центре Помпиду — «Колоссальная пепельница с окурками».
Заказчиком «Колонны-биты» выступило Управления служб общего назначения США в рамках программы «Искусство в архитектуре». В том же году скульптура была установлена в центральной части Чикаго около здания Центра социального обеспечения имени Гарольда Вашингтона на 600-й Западной Мэдисон-стрит. В некоторых источниках в качестве соавтора Олденбурга называют его супругу, Кузи ван Брюгген (1942—2009).

## Описание, интерпретация
Открытая решётчатая конструкция была использована из функциональных соображений — для уменьшения на скульптуру нагрузки, создаваемой ветром. Форма скульптуры и материал, из которого она сделана, связаны с местными особенностями: это напоминание о местной сталелитейной промышленности и о любви города к бейсболу, а также проявление уважения к знаменитой чикагской архитектурной школой, ориентировавшейся на высотные дома и вертикальность линий; кроме того, поскольку бейсбольная бита похожа на полицейскую дубинку, скульптура является напоминанием об исторически сложившейся негативной репутации города, известного своим высоким уровнем преступности. Сам Олденбург относительного своей работы говорил, что если перевернуть с ног на голову любое здание, в результате получится нечто, похожее на «биту, балансирующую на рукоятке».
Как и другие гигантские объекты Олденбурга, установленные в 1960—1970-х годах, «Колонна-бита» рассматривается архитектурными критиками как вполне удачная альтернатива традиционным городским памятникам.